# Richtstätte von Riensförde

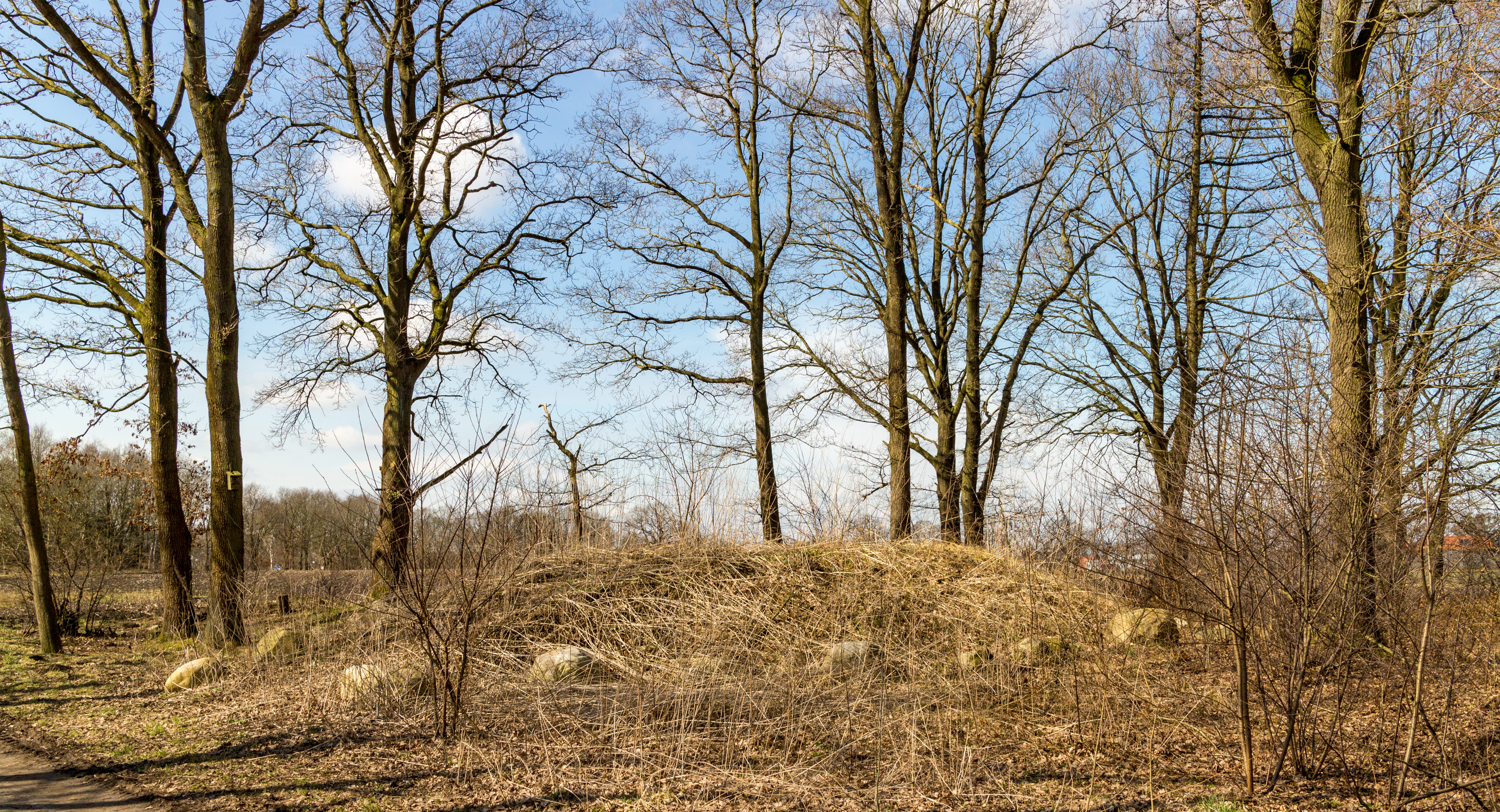
Die 2013 angelegte und mit Feldsteinen umringte Erdaufschüttung an der Stelle der Richtstätte von Riensförde

Die Richtstätte von Riensförde diente in der Mitte des 19. Jahrhunderts als Richtplatz des königlich hannoverschen Obergerichts Stade. Zwischen 1854 und 1856 wurden hier drei Menschen öffentlich durch Enthauptung mit dem Schwert hingerichtet. Die vergessene Anlage befindet sich auf einer natürlichen Geländekuppe auf einer früheren Heidefläche, südöstlich des Stader Stadtteils Riensförde.

## Entstehung und heutiger Zustand

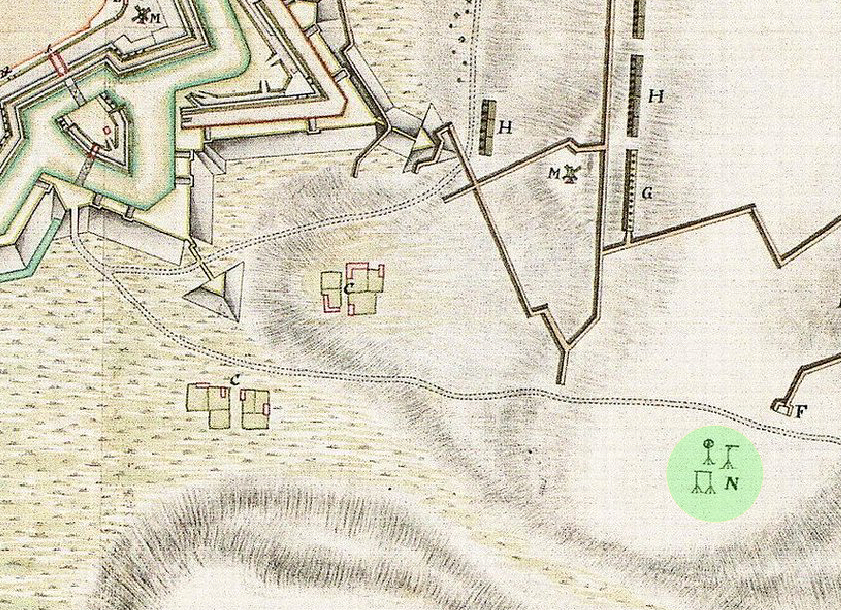
Die alte Richtstätte vor dem Hohen Tor außerhalb von Stade (grün eingefärbt), auf einem Plan von 1714

Über Jahrhunderte wurde in Stade der Richtplatz vor dem Hohen Tor für Hinrichtungen genutzt, der während der französischen Besetzung Anfang des 19. Jahrhunderts zerstört wurde. Bis zur Mitte des 19. Jahrhunderts kam es in Stade zu keinen Hinrichtungen, da die Stader Justiz die wenigen verhängten Todesstrafen auf die umliegenden Ämter verteilte. 
Als 1852 das in Stade neu eingerichtete königliche Obergericht alle Strafverfahren aus dem Elbe-Weser-Dreieck an sich zog, wurde ein neuer Hinrichtungsplatz gebraucht, da Todesstrafen in der Nähe des Gerichts zu vollstrecken waren. Der alte Stader Richtplatz vor dem Hohen Tor konnte nicht mehr genutzt werden, weil er zu nahe an der Stadt lag und die Bürger keine Richtplätze mehr in Sichtweite ihrer Häuser duldeten. Daraufhin legten die Behörden um 1852 außerhalb von Stade auf einer natürlichen Geländekuppe in der Riensförder Heide eine neue Richtstätte an. Sie entstand einigen Quellen zufolge auf einem dazu angeschütteten Erdhügel, anderen Quellen nach auf einem urgeschichtlichen Hügelgrab von etwa 50 Meter Länge und rund 20 Meter Breite. Der Erdhügel war mindestens seit der Kurhannoverschen Landesaufnahme von 1764 von einem rechteckigen Grabenwerk mit etwa 130 Meter Seitenlänge umgeben. Der Graben war möglicherweise als Vieheinfassung entstanden und eignete sich als Geländeabsperrung der Richtstätte.
Der urgeschichtliche Grabhügel der Richtstätte wurde einigen Quellen zufolge schon vor 1880 eingeebnet, anderen Quellen zufolge während des Zweiten Weltkriegs. Der Platz der Richtstätte geriet nach der letzten Hinrichtung von 1856 schnell in Vergessenheit. Er wurde nie kultiviert und blieb als ein mit Gebüsch und Bäumen bestandenes Gelände neben einem Feldweg erhalten. Im Jahr 2013 deutete die archäologische Denkmalpflege der Hansestadt Stade den früheren Erdhügel durch eine zwei Meter hohe, mit Steinen umringte Erdaufschüttung an. Südlich des Feldweges und der früheren Richtstätte hat sich ein Teilbereich des Grabenwerks bis heute erhalten, da das Gelände nicht landwirtschaftlich, sondern als Viehweide genutzt wurde.

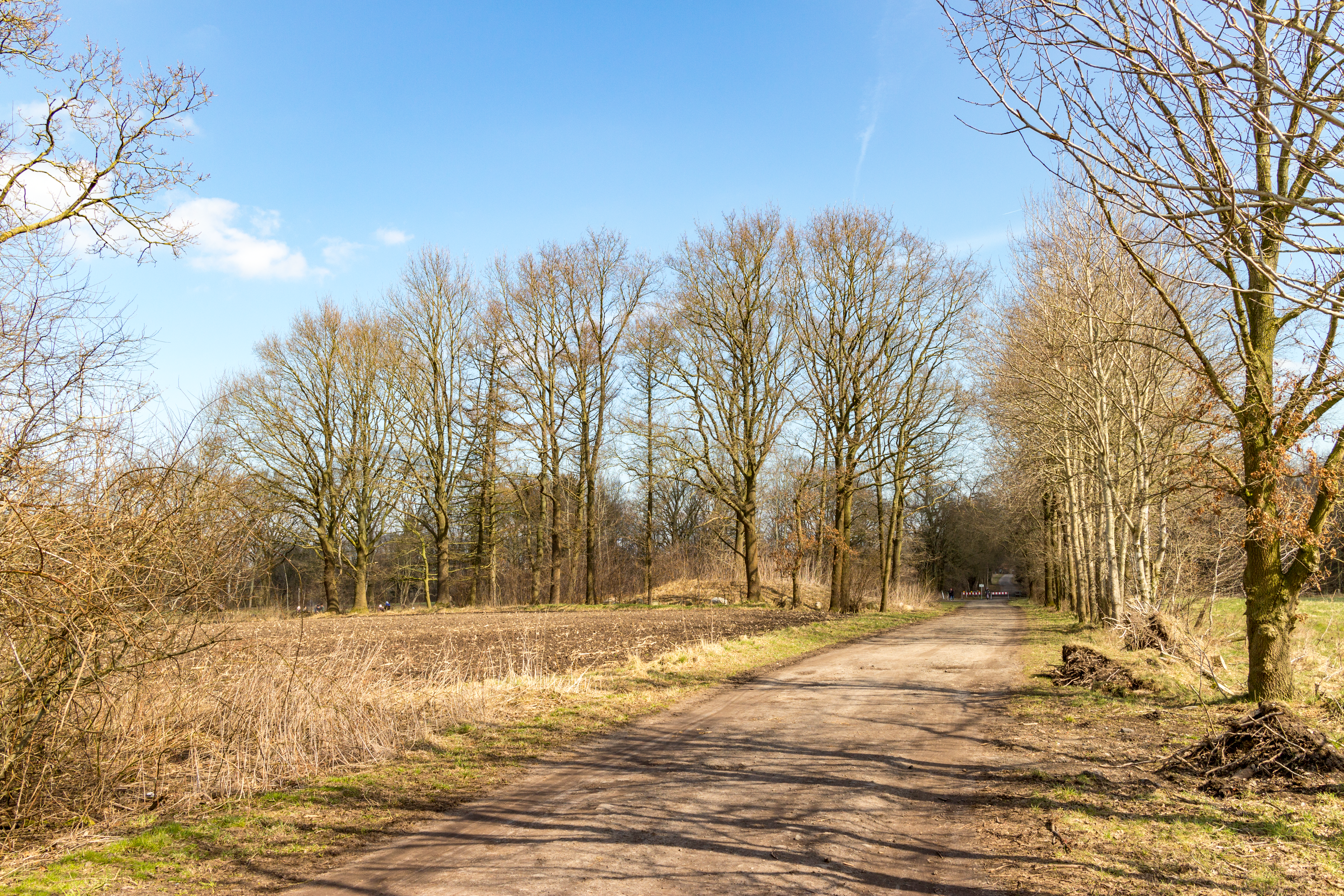
Feldweg zur Richtstätte von Riensförde in einem kleinen Waldstück

## Hinrichtungen
Die erste Hinrichtung fand am 9. Juni 1854 vor tausenden Zuschauern aus Stade und den umliegenden Dörfern am Matrosen Heinrich Wilhelm Stock aus Friedrichshöhe im Amt Rinteln statt. Er war am 21. Februar 1854 vom Schwurgericht Stade wegen Raubmord und Raub zum Tode verurteilt worden. Die Hinrichtung erfolgte durch Enthauptung mit dem Schwert. Anschließend wurde der Tote dem Brauch entsprechend am Richtplatz verscharrt.
Die zweite Hinrichtung vom 9. Mai 1856 ist umfänglich durch den Zeitungsbericht eines Pastors im „Stader Sonntagsblatt“ vom 25. Mai 1856 überliefert. Sie erfolgte an der Magd Anna Margaretha Brümmer aus Balje wegen Vergiftung ihres unehelichen Kindes. Am Hinrichtungstag fanden sich trotz der frühen Morgenstunde viele Menschen am Stader Gefängnis ein. Auf dem Gefängnishof saß in schwarzen Gewändern die Staatsanwaltschaft und der Verurteilten wurde ihr Urteil nochmals verlesen. Anschließend setzte sich ein Tross mit Fahrzeugen und Menschen in Richtung Riensförde in Bewegung. Dazu gehörten eine Abteilung Infanterie, der Wagen mit der Verurteilten unter Begleitung von Landgendarmen sowie der Wagen der Staatsanwaltschaft und anderer Behördenvertreter. Der Zug wurde an der Richtstätte vom Scharfrichter mit zwei Gehilfen erwartet. Auf dem Hügel stand der Richtstuhl und dahinter war ein offenes Grab ausgehoben. Die Richtstätte war vom Militär weiträumig durch eine Barriere abgesperrt, hinter der sich zahlreiche Zuschauer eingefunden hatten.
Die dritte Hinrichtung wurde am 29. November 1856 an Margarethe Schröder aus Vegesack vollzogen, die wegen Raubmordes zum Tode durch das Schwert verurteilt wurde. Dies war die letzte Hinrichtung auf der Richtstätte von Riensförde und die letzte öffentliche Hinrichtung im Elbe-Weser-Dreieck. Darüber hinaus war es die drittletzte öffentliche Hinrichtung im Königreich Hannover, da ab 1858 die Vollstreckung der Todesstrafe durch die Guillotine erfolgte. Zu einer ersten Hinrichtung dieser Art in Stade kam es 1860 im Gefängnishof unter Ausschluss der Öffentlichkeit.

## Bluttrank
Von einer Hinrichtung ist das Trinken von Blut der hingerichteten Person überliefert. Im Zeitungsartikel des Pastors zur Enthauptung von Anna Margaretha Brümmer am 9. Mai 1856 auf der Richtstätte von Riensförde heißt es:
„Etwa sechs epileptische Kranke tranken darauf Blut, wozu sie vorher vor Anna Brümmers Augen die Gläser gereicht, natürlich ohne dass diese die furchtbare Bedeutung derselben ahnte.“
Dem damaligen Volksglauben nach sollte Epilepsie heilbar sein durch das Trinken von warmem Blut eines Hingerichteten, wenn der Epilepsiekranke den Ort möglichst laufend verlasse, damit „das getrunkene Blut im Körper seine Wirkung entfalten konnte“.
1973 wurde in 50 Meter Entfernung von der Richtstätte ein neuzeitliches 12 cm hohes Kelchglas aus dickwandigem Glas gefunden, das als Schnapsglas bei Kutschern üblich war und als Kutscherglas bezeichnet wird. Es wird vermutet, dass ein Epilepsiekranker bei der Hinrichtung von 1856 daraus Blut der Hingerichteten getrunken und das Glas weggeworfen hat. Das Glas wird im Stader Schwedenspeicher-Museum ausgestellt.

## Rezeption
Der Stader Historiker, Autor und Heimatforscher Dietrich Alsdorf, der 1973 das Kelchglas nahe der Richtstätte gefunden hatte, schrieb unter dem Titel Anna Brümmers Weg zum Scharfrichter einen historischen Roman über das Leben der 1856 dort hingerichteten Kindsmörderin.